# 和美交流道
24°08′25″N 120°31′15″E / 24.140350°N 120.520809°E
和美交流道（規劃階段原稱彰濱系統交流道），為臺灣國道三號的交流道，位於臺灣彰化縣和美鎮，主要連結台61乙線（美港公路、彰濱聯絡道）和縣道135號，指標為191k。
和美交流道後續的二期聯絡道（嘉卿路），於2016年4月30日通車。
| 中華民國國道3號 | 191 和美 |              | 和美 |
| 中華民國國道3號 | 191 和美 | 伸港         |      |
| 中華民國國道3號 | 191 和美 | 全興產業園區 |      |

## 外部連結
- 國道三號和美交流道示意圖 （页面存档备份，存于）（交通部高速公路局）